# خصخصة المياه في المغرب
خصخصة أو خوصصة المياه في المغرب تعود إلى زمن الحماية الفرنسية عندما كانت معظم شبكة توزيع المياه تتم بموجب عقد مع شركات خاصة. تم تأميم العديد من المرافق الخاصة بعد الاستقلال ولكن سرعان ما خصخصتها الحكومة المغربية في منتصف التسعينيات مثل خدمات المياه والصرف الصحي وتوزيع الكهرباء وذلك في أربع مدن. 
بدأت عملية خصخصة المياه سنة 1997 بمنح لليونيز ديزو أو شركة السويس الامتياز في مدينة الدار البيضاء والعاصمة الرباط في عام 1998 وطنجة وتطوان لشركة فيوليا. قدمت الشركات الخاصة في عام 2009 خدمات المياه والصرف الصحي لـ 38٪ من سكان المدن في البلاد.

## تاريخ
في عام 1912 وقت الحماية الفرنسية للمغرب، تم توفير إمدادات المياه إلى الدار البيضاء والرباط وسلا وطنجة ومكناس من قبل الشركة الفرنسية الخاصة (SMD)، شركة تابعة لليونيز ديزو بموجب عقد امتياز خاص. تم إنهاء هذه العقود عندما أصبح المغرب مستقلاً في عام 1956 وفي ذلك الوقت أصبحت البلديات هي المسؤولة عن المرافق العامة من إمدادات المياه وتوزيع الكهرباء في المدن الرئيسية في المملكة.

### الدار البيضاء
في أوائل التسعينيات، كان للمرافق العامة للبلدية سجل سيء وخدمة ضعيف. لذلك بعد التدخل المباشر للملك الحسن الثاني، قررت الحكومة في منتصف التسعينات استقدام شركة خاصة لإدارة شبكات المياه والصرف الصحي والكهرباء في المدينة. تفاوضت ليونيز ديزو تحت إشراف الرئيس التنفيذي المقرب لجاك شيراك على العقد مع وزارة الداخلية بقيادة إدريس البصري . وصاحب عملية المفاوضات المطولة بشأن العقد انتقاد شديد من الصحافة والجمعية التجارية المغربية الكونفدرالية العامة للمؤسسات المغربية وأعضاء المجالس البلدية. وأخيرًا، تم التوقيع على العقد في 28 أبريل 1997 ومنحها الامتياز لمدة 30 عامًا دون مناقصة تنافسية. وهكذا عادت ليونيز ديزو إلى المدينة التي كانت قد قدمت فيها خدمات لمدة نصف قرن تقريبًا. تم تسمية الشركة ليدك.
في عام 2008، أعيد التفاوض بشأن عقد الامتياز لتوفير توازن أفضل بين الشريكين مما أنقص من معدل عائد صاحب الامتياز من 14.6٪ إلى 11.7٪ ويطالبه بزيادة استثماراتها بمبلغ مليار درهم. كما أن الزيادات التلقائية في التعريفات ستقتصر الآن على حالات محددة مثل زيادة أسعار المياه أو الكهرباء بالجملة. 

### الرباط
بعد مفاوضات مباشرة في عام 1998، تم التوقيع على امتياز في الرباط شهر يناير 1999 مع ريدال وهي شركة تتكون من شريك برتغالي وإسباني وشركة مغربية (البورادا). ظهرت مشاكل منذ البداية وبحسب عرض قدمه مسؤولون حكوميون مغاربة فإن «الشركة لم تكن مستعدة» ولم يتم تنسيق الشركاء الأربعة، وكانت البداية عبارة عن التزامات تعاقدية بطيئة لم يتم الوفاء بها مما أدى إلى اجتماعات صاخبة وطعن في الفواتير والإحتجاجات. نتيجة لذلك، قام المساهمون المؤسسون بتحويل حقوق الملكية إلى شركة فيوليا.

### طنجة وتطوان
تم منح الامتياز في طنجة وتطوان الذي يغطي 23 بلدية مع 1.1 مليون نسمة في يناير 2002 بعد مناقصة تنافسية. تم استلام سبعة عروض وتم التخلي عن واحد منها لعدم المطابقة. وشملت العروض الستة مجموعات بقيادة كل من ليونيز ديزو (فرنسا) ، وإنرون (الولايات المتحدة) ، وتايمز ووتر (المملكة المتحدة) ، واتحاد فينوسا (إسبانيا) وساور (فرنسا) وفيفندي (فرنسا). تم تقييم العروض على أساس المعايير الفنية والمالية مجتمعة في درجة واحدة. تم منح العقد للمجموعة التي تقودها فيفندي والتي استخدمت اسم العلامة التجارية أمنديس.

## لجان الإشراف
شكلت البلديات لجنة فنية لتنظيم العقود وتضم ممثلين عن البلدية ووزارة الداخلية وصاحب الامتياز. تستعرض اللجنة خطط العمل والتقارير بالإضافة إلى إنشاء لجان إشراف محلية بعد حوالي عام من توقيع العقود في الدار البيضاء والرباط كما تم إنشاء لجنة إشراف على المستوى الوطني. حتى عام 2002، خلصت الحكومة إلى أن الأعضاء الذين يمثلون السلطة المفوضة في اللجنة الفنية بالدار البيضاء شعروا بالقيود بسبب نقص الخبرة مقارنة بالأخصائيين من صاحب الامتياز الخاص. ومن ناحية أخرى، شعر صاحب الامتياز بوجود تدخل في إدارة الخدمات. تحسن هذا إلى حد ما بعد تشكيل لجنة الإشراف المحلية في الدار البيضاء. وأثرت هذه التجربة على تصميم عقود الامتياز في طنجة وتطوان حيث أضيفت بنود لحماية المستهلكين وأدرجت اللجان الإشرافية المحلية في تصميم العقد منذ البداية.

## استثمارات
30 مليار درهم مغربي هي قيمة الخطة الاستثمارية لليديك خلال 30 سنة. ووفقًا لأحد المصادر، ستأتي 21 مليارًا من هذا المبلغ من رسوم الاتصال التي يدفعها العملاء الجدد إلى الصندوق و8.2 مليارًا من قروض البنك و0.8 مليار ستكون في شكل حقوق ملكية يتم جمعها من قبل الشركة. ووفقاً لمصدر آخر، لن يقدم صاحب الامتياز أي حقوق ملكية ولن يقترض ديوناً كبيرة. وبدلاً من ذلك 87.8٪ ستأتي من مساهمتها البالغة 6.3 مليار درهم باستخدام خبرتها الفنية والتجارية لتعبئة التمويل من عملائها. وسيتم تعبئة الباقي من خلال رسوم التوصيل. وبحسب ليدك، استثمرت الشركة 7.7 مليار درهم بين 1997 و 2008 منها 33٪ من الاستثمار كان للصرف الصحي و23٪ لإمدادات المياه و34٪ للكهرباء و10٪. تم تخصيص جزء كبير من الاستثمارات في الصرف الصحي لإدارة مياه الأمطار.

## نتائج

### الدار البيضاء
تظهر الاستطلاعات وفقًا لليدك أن أكثر من 90٪ من عملائها قد لاحظوا تحسينات مثلا في وقت الإنتظار والإجراءات المبسطة والإصلاحات السريعة والفواتير الموثوقة. بنت ليدك على وجه الخصوص مكانا لتصريف مياه الأمطار تحت الأرض بسعة 40 متر مكعب / ثانية. كما تقول الشركة إنها وفرت 25 مليون متر مكعب من مياه الشرب عام 2002 مقارنة بالوضع قبل الامتياز.

### مدن أخرى
قامت أمنديس خلال السنوات الخمس الأولى من امتيازها في طنجة وتطوان بتوسيع نظام جمع ومعالجة مياه الصرف الصحي في المدينتين وقدمت 40 ألف توصيل مدعوم للمياه ومياه الصرف الصحي. تم تخفيض مستوى المياه غير المتداولة بحسب شركة فيوليا من 32٪ عام 2002 إلى 19٪ عام 2008 في الرباط ومن 41٪ إلى 21٪ في طنجة.

## فواتير

### الدار البيضاء
يتم تعديل التعريفات سنويا وفقا لعقد امتياز الدار البيضاء على أساس مؤشر الأسعار المحدد في العقد. إذا كانت زيادة التعريفة الناتجة أقل من 3٪ يتم تطبيقها تلقائيًا. وتقرر الشركة الخاصة والدولة الإجراءات الواجب اتخاذها إذا كانت النسبة تزيد عن 3٪. يمكن للشركة تطبيق زيادة التعريفة الجمركية بنسبة 3٪ إذا لم يتم اتخاذ أي قرار خلال شهرين بينما تقرر الأطراف المتعاقدة كيفية التعامل مع الزيادة المتبقية في التعريفة. يتم تمرير الزيادات في تعريفات المياه بالجملة وتعريفة إنتاج الكهرباء تلقائيًا إلى المستهلكين استنادًا إلى مبدأ «لا خسارة ولا ربح».
زاد متوسط تعرفة المياه في الدار البيضاء بين عامي 1997 و2001 بنسبة 35٪ ومتوسط تعرفة الصرف الصحي بنسبة 34٪. وكانت هذه الزيادة ترجع إلى حد كبير إلى زيادة تعريفات المياه السائبة التي تفرضها المكتب الوطني للكهرباء والماء الصالح للشرب. لكن تعرفة الكهرباء انخفضت بنسبة 6٪.

### مدن أخرى
كانت الزيادات في الرسوم الجمركية فيما يتعلق بالامتيازات التي قدمتها شركة فيوليا في الفترة من 2007 إلى 2010 أقل مما هو مطلوب بموجب العقد. تدعي الشركة أن الحكومة مدينة لها بمبلغ 93 مليون درهم (11.5 مليون دولار أمريكي) بسبب الزيادات غير المكثفة في التعريفات. لا يمكن تمرير الزيادات في تعريفات المياه التي توفرها الشركة العامة المكتب الوطني للكهرباء والماء الصالح للشرب إلى الشركات الخاصة وكذلك زيادات أسعار الكهرباء إلى المستهلكين تلقائيًا.